# Giacomo Agostini
Giacomo Agostini   (Brescia, 16 de juny de 1942) és un antic pilot de motociclisme italià pluricampió del món. Conegut com a Mino -de Giacomino- i, especialment, Ago, al llarg de la seva carrera, que durà divuit anys, va guanyar 15 campionats del món i 122 Grans Premis (8 campionats i 68 Grans Premis a la categoria de 500cc i la resta a la de 350cc), uns resultats que el situen com al pilot de motociclisme més reeixit de la història. Descrit per l'AMA com a «[...]potser el millor pilot de Gran Premi de tots els temps», el 1999 va ser incorporat al Saló de la Fama de la Motocicleta de l'AMA, el 2000 va ser nomenat MotoGP Legend i el 2010, FIM Legend pels seus èxits en el motociclisme.

## Biografia
Nascut a Brescia, la seva família era de Lovere (província de Bèrgam), on el seu pare havia treballat a l'ajuntament local. Ago era el gran de quatre germans. A nou anys d'edat s'aficionà al motociclisme després que el seu pare li regalés un petit ciclomotor que no passava dels 30 km/h. Més endavant va començar a competir, però com que el seu pare no aprovava que participés en curses de motociclisme i feia tot el que podia per persuadir-lo de no fer-ho, Giacomo Agostini va haver de córrer inicialment d'amagat, primer en pujades de muntanya i després en curses de velocitat.
Finalment, el seu pare va acceptar la seva afició i el 1963, a 21 anys, Agostini va guanyar el campionat italià de 175cc amb una Morini. Quan el pilot oficial d'aquesta marca Tarquinio Provini va deixar l'equip per anar a Benelli, Alfonso Morini va contractar el jove Agostini com a substitut. El 1964, Agostini guanyà el títol italià de 350cc i va demostrar la seva vàlua en acabar quart al Gran Premi d'Itàlia a Monza.

### Mundial de motociclisme
Els bons resultats d'Agostini van cridar l'atenció del comte Domenico Agusta, que el va fitxar per al seu equip de fàbrica MV Agusta com a company de Mike Hailwood. La temporada del 1965, Agostini va lluitar pel títol de 350cc amb Jim Redman, de l'equip d'Honda. A la ronda final, el Gran Premi del Japó a Suzuka, semblava que l'italià acabaria guanyant el títol mentre liderava la cursa, però la moto li va fallar i el campió va ser finalment Redman.
Al final de la temporada de 1965, Hailwood se'n va anar a Honda, cansat del caràcter complicat del comte Agusta. Agostini, ara com a principal pilot de MV Agusta, no va fallar i va guanyar el títol de 500cc set anys seguits per a la marca italiana. També va guanyar el títol de 350cc set vegades seguides i 10 vegades el TT de l'illa de Man. En aquella època, el TT i el Gran Premi de l'Ulster, dues de les curses de motociclisme més difícils del món, els guanyaven regularment pilots anglòfons (la majoria, britànics); a banda dels seus èxits al TT, Agostini va guanyar també 7 vegades el Gran Premi de l'Ulster -va ser l'únic pilot no britànic que va aconseguir aquest èxit en curses britàniques.
El 1967 va lluitar contra Hailwood en una de les temporades més dramàtiques de la història del mundial de motociclisme. Cadascun dels dos va aconseguir 5 victòries abans que el títol no es decidís a favor d'Agostini a la darrera cursa de la temporada, el Gran Premi del Canadà, on Hailwood guanyà i Agostini fou segon. Fou justament el major nombre de segons llocs al llarg de la temporada (tres Agostini per dos Hailwood) el que va desfer l'empat final a favor de l'italià.
Agostini va revolucionar el món del motociclisme quan va anunciar que no tornaria a córrer el TT de l'Illa de Man, després de la mort del seu gran amic Gilberto Parlotti durant el TT de 1972. Ago considerava que el circuit de 37 milles no era prou segur per a celebrar-hi curses del campionat del món. A l'època, el TT era la cursa més prestigiosa del calendari de motociclisme. Altres pilots de primer nivell es van unir al seu boicot a la prova i el 1977, l'esdeveniment va ser eliminat del calendari del mundial.
Agostini va tornar a sorprendre el món de les curses quan va anunciar que deixaria MV Agusta per anar a Yamaha la temporada de 1974. En la seva primera cursa per a la marca japonesa, va guanyar la prestigiosa Daytona 200, la principal cursa de motociclisme nord-americana. Aquell any va guanyar amb Yamaha el Campionat del Món de 350cc, però algunes lesions i problemes mecànics li van impedir de guanyar també el títol de 500cc, cosa que va fer la temporada següent, 1975, aconseguint així el primer mundial de 500cc per a una moto de dos temps.
El títol mundial de 1975 fou el darrer per a l'italià, aleshores amb 33 anys. El 1976 va pilotar motos Yamaha i MV a la classe de 500cc, però només va córrer una cursa en 350cc, que va guanyar, a Assen. Per al desafiant circuit de Nürburgring, va triar la MV Agusta de 500cc i la va portar a la victòria, guanyant així l'últim Gran Premi tant per a ell, com per a la marca i per a un motor de quatre temps a la classe de 500cc.
Ago es va retirar de les competicions després d'acabar sisè la temporada de 1977, durant la qual també va córrer en curses de resistència de 750 cc per a Yamaha. El balanç de la seva carrera internacional són vuit Campionats del Món de 500cc (set de seguits, 1966-1972, i 1975) i set de consecutius de 350cc (1968-1974), a més de cinc subcampionats (un en 500cc i quatre en 350cc). A banda, va guanyar 122 Grans Premis (entre ells, 12 victòries al TT de l'illa de Man), amb un total de 159 podis. A escala estatal, va guanyar 16 Campionats d'Itàlia de velocitat en diverses cilindrades i un de muntanya.

### Automobilisme
Com ja havien fet Jean-Pierre Beltoise, John Surtees i Mike Hailwood abans que ell, Agostini va córrer amb cotxes de Fórmula 1 en deixar les motos. Va competir en curses de Fórmula 1 no puntuables per al campionat l'any 1978. Va participar també al campionat europeu de Fórmula 2 amb un Chevron B42-BMW i al campionat britànic de Fórmula 1 amb el seu propi equip i un Williams FW06. Va acabar la seva carrera dins l'automobilisme el 1980.

### Director d'equips
El 1982, Agostini va tornar a les curses de motociclisme com a director de l'equip Marlboro Yamaha. En aquest rol va guanyar tres títols de 500cc amb Eddie Lawson i va dirigir molts pilots d'èxit, entre ells Graeme Crosby i Kenny Roberts. Sota la seva direcció, aquests pilots van guanyar els campionats de Daytona en les curses de F1 (Crosby el 1982 i Roberts el 1983 i el 1984) i Superbike (Lawson el 1986). Entre 1986 i 1990 també va dirigir l'equip Marlboro Yamaha 250cc amb pilots com ara Luca Cadalora, Martin Wimmer i Àlex Crivillé.
D'ençà de 1992, Agostini va exercir de director de l'equip de fàbrica de Cagiva fins al 1994, quan la marca italiana es va retirar del campionat del món. L'última temporada d'Agostini com a director d'equip va ser l'any 1995, quan va dirigir un equip Honda de 250cc amb Doriano Romboni com a pilot.

## Vida personal

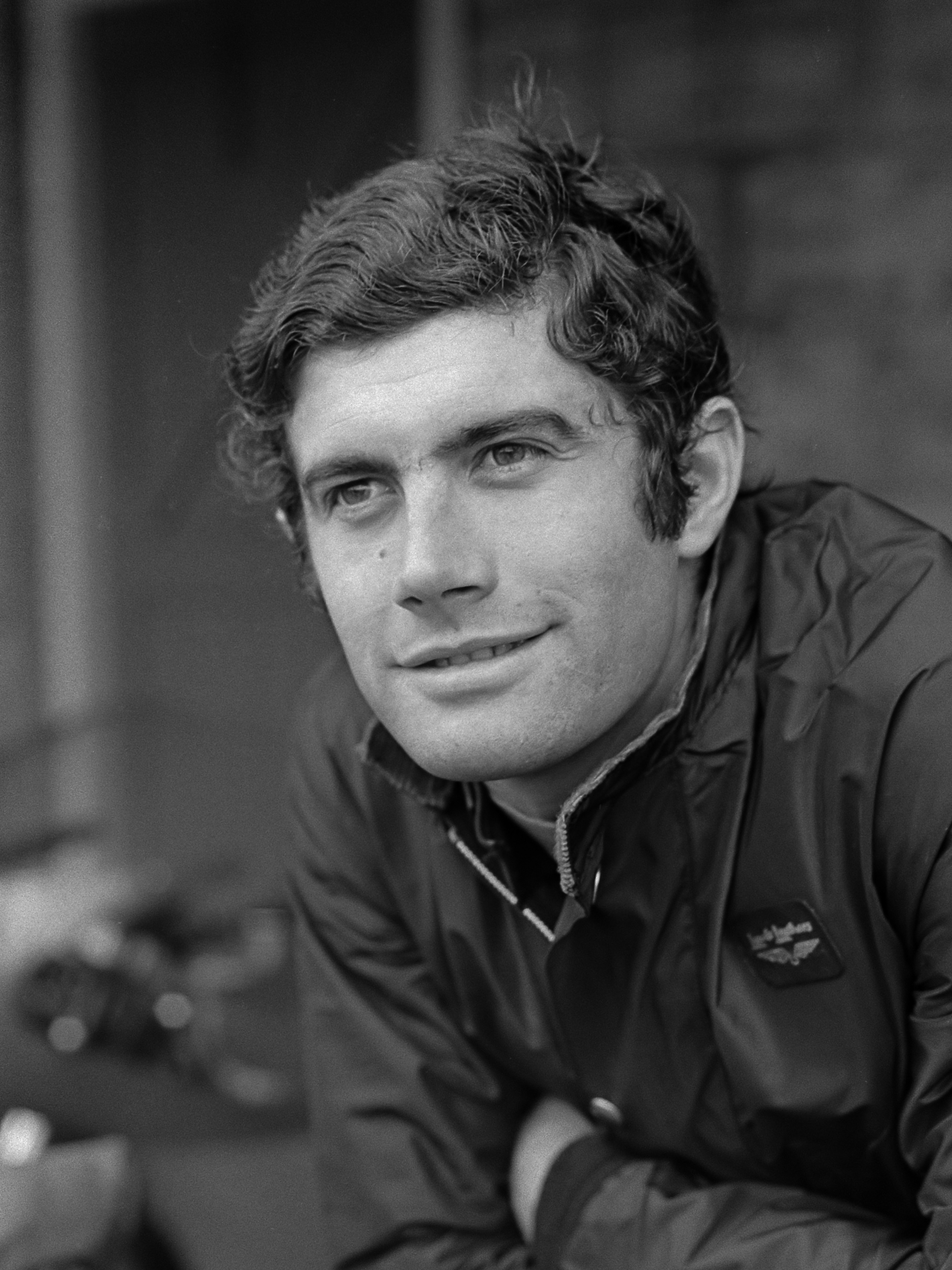
Giacomo Agostini (1968).jpg

Agostini es va mantenir solter fins a tocar de la cinquantena. De jove va mantenir moltes relacions amb famoses, entre elles l'actriu alemanya establerta a Itàlia Karin Schubert.
El 1988, a 46 anys, es va casar al Puerto de Santa María (Cadis) amb l'espanyola María Ayuso, natural d'aquesta població, a qui havia conegut a Jerez de la Frontera mentre feia de director d'equip. El matrimoni té dos fills, Vittoria (1989) i Piergiacomo, conegut com a Giacomino (1994). La família Agostini resideix ocasionalment al seu "Cortijo" La Ramoncita de Jerez de la Frontera, ben a prop del circuit de motociclisme. Agostini té una placa dedicada al Passeig de la Fama d'aquesta població.

## Resultats al Mundial de motociclisme
Barem de puntuació de 1950 a 1968:
| Posició | 1 | 2 | 3 | 4 | 5 | 6 |
| Punts   | 8 | 6 | 4 | 3 | 2 | 1 |

Barem de puntuació de 1969 a 1987:
| Posició | 1  | 2  | 3  | 4 | 5 | 6 | 7 | 8 | 9 | 10 |
| Punts   | 15 | 12 | 10 | 8 | 6 | 5 | 4 | 3 | 2 | 1  |

| Any  | Categoria | Moto        | 1       | 2       | 3       | 4       | 5       | 6       | 7       | 8       | 9       | 10      | 11      | 12     | 13    | Pts | Posició |
| ---- | --------- | ----------- | ------- | ------- | ------- | ------- | ------- | ------- | ------- | ------- | ------- | ------- | ------- | ------ | ----- | --- | ------- |
| 1964 | 250cc     | Moto Morini | USA -   | ESP -   | FRA -   | IOM -   | DTT -   | BEL -   | GER 4   | DDR -   | ULS -   | FIN -   | NAT 4   | JPN -  |       | 6   | 12è     |
| 1965 | 350cc     | MV Agusta   |         | GER 1   | IOM 3   | DTT 3   |         | DDR -   | CSR -   | ULS -   | FIN 1   | NAT 1   | JPN 5   |        |       | 32  | 2n      |
| 1965 | 500cc     | MV Agusta   | USA -   | GER 2   | IOM Ret | DTT 6   | BEL 2   | DDR 2   | CSR 2   | ULS -   | FIN 1   | NAT 2   |         |        |       | 32  | 2n      |
| 1966 | 350cc     | MV Agusta   | GER -   | FRA 2   | DTT 2   | BEL 1   |         | CSR 2   | FIN -   | ULS 2   | IOM 1   | NAT 1   | JPN -   |        |       | 42  | 2n      |
| 1966 | 500cc     | MV Agusta   | GER 2   |         | DTT 2   | BEL 1   | DDR Ret | CSR 2   | FIN 1   | ULS 2   | IOM 2   | NAT 1   |         |        |       | 36  | 1r      |
| 1967 | 350cc     | MV Agusta   | GER 2   | IOM 2   | DTT 2   |         | DDR 2   | CSR -   |         | ULS 1   | NAT -   |         | JPN -   |        |       | 32  | 2n      |
| 1967 | 500cc     | MV Agusta   | GER 1   | IOM Ret | DTT 2   | BEL 1   | DDR 1   | CSR 2   | FIN 1   | ULS 20  | NAT 1   | CAN 2   |         |        |       | 46  | 1r      |
| 1968 | 350cc     | MV Agusta   | GER 1   |         | IOM 1   | DTT 1   |         | DDR 1   | CSR 1   |         | ULS 1   | NAT 1   |         |        |       | 32  | 1r      |
| 1968 | 500cc     | MV Agusta   | GER 1   | ESP 1   | IOM 1   | DTT 1   | BEL 1   | DDR 1   | CSR 1   | FIN 1   | ULS 1   | NAT 1   |         |        |       | 48  | 1r      |
| 1969 | 350cc     | MV Agusta   | ESP 1   | GER 1   |         | IOM 1   | DTT 1   |         | DDR 1   | CSR 1   | FIN 1   | ULS 1   | NAT -   | YUG -  |       | 90  | 1r      |
| 1969 | 500cc     | MV Agusta   | ESP 1   | GER 1   | FRA 1   | IOM 1   | DTT 1   | BEL 1   | DDR 1   | CSR 1   | FIN 1   | ULS 1   | NAT -   | YUG -  |       | 105 | 1r      |
| 1970 | 350cc     | MV Agusta   | GER 1   |         | YUG 1   | IOM 1   | DTT 1   |         | DDR 1   | CSR 1   | FIN 1   | ULS 1   | NAT 1   | ESP -  |       | 105 | 1r      |
| 1970 | 500cc     | MV Agusta   | GER 1   | FRA 1   | YUG 1   | IOM 1   | DTT 1   | BEL 1   | DDR 1   |         | FIN 1   | ULS 1   | NAT 1   | ESP -  |       | 90  | 1r      |
| 1971 | 350cc     | MV Agusta   | AUT 1   | GER 1   | IOM -   | DTT 1   | BEL 1   | DDR 1   | CSR -   | SWE 1   | FIN 1   | ULS -   | NAT -   | ESP -  |       | 90  | 1r      |
| 1971 | 500cc     | MV Agusta   | AUT 1   | GER 1   | IOM 1   | DTT 1   | BEL 1   | DDR 1   |         | SWE 1   | FIN 1   | ULS -   | NAT -   | ESP -  |       | 90  | 1r      |
| 1972 | 350cc     | MV Agusta   | GER 2   | FRA 4   | AUT 1   | NAT 1   | IOM 1   | YUG -   | DTT 1   |         | DDR -   | CSR -   | SWE 1   | FIN 1  | ESP - | 102 | 1r      |
| 1972 | 500cc     | MV Agusta   | GER 1   | FRA 1   | AUT 1   | NAT 1   | IOM 1   | YUG -   | DTT 1   | BEL 1   | DDR 1   | CSR 1   | SWE 1   | FIN 1  | ESP - | 105 | 1r      |
| 1973 | 350cc     | MV Agusta   | FRA 1   | AUT -   | GER -   | NAT 1   | IOM -   | YUG -   | DTT 1   |         | CSR 2   | SWE 2   | FIN 1   | ESP -  |       | 84  | 1r      |
| 1973 | 500cc     | MV Agusta   | FRA Ret | AUT Ret | GER Ret |         | IOM -   | YUG -   | DTT Ret | BEL 1   | CSR 1   | SWE 2   | FIN 1   | ESP -  |       | 57  | 3r      |
| 1974 | 350cc     | Yamaha      | FRA 1   | GER -   | AUT 1   | NAT 1   | IOM -   | DTT 1   |         | SWE -   | FIN -   |         | YUG 1   | ESP -  |       | 75  | 1r      |
| 1974 | 500cc     | Yamaha      | FRA Ret | GER -   | AUT 1   | NAT Ret | IOM -   | DTT 1   | BEL 2   | SWE Ret | FIN -   | CSR 6   |         |        |       | 47  | 4t      |
| 1975 | 350cc     | Yamaha      | FRA 2   | ESP 1   | AUT -   | GER Ret | NAT 2   | IOM -   | DTT 4   |         |         | FIN 2   | CSR -   | YUG -  |       | 59  | 2n      |
| 1975 | 500cc     | Yamaha      | FRA 1   |         | AUT Ret | GER 1   | NAT 1   | IOM -   | DTT 2   | BEL Ret | SWE Ret | FIN 1   | CSR 2   |        |       | 84  | 1r      |
| 1976 | 350cc     | MV Agusta   | FRA -   | AUT -   | NAT -   | YUG -   | IOM -   | DTT 1   |         |         | FIN -   | CSR -   | GER -   | ESP -  |       | 15  | 15è     |
| 1976 | 500cc     | Suzuki      | FRA 5   | AUT 6   | NAT Ret |         | IOM -   | DTT Ret | BEL Ret | SWE -   | FIN Ret | CSR Ret |         |        |       | 26  | 7è      |
| 1976 | 500cc     | MV Agusta   |         |         |         |         |         |         |         |         |         |         | GER 1   |        |       | 26  | 7è      |
| 1977 | 350cc     | Yamaha      | VEN     |         | GER 2   | NAT 8   | ESP -   | FRA -   | YUG -   | DTT -   |         | SWE -   | FIN -   | CSR 10 | GBR - | 16  | 16è     |
| 1977 | 500cc     | Yamaha      | VEN -   | AUT -   | GER Ret | NAT 5   |         | FRA 2   |         | DTT Ret | BEL 8   | SWE 9   | FIN Ret | CSR 2  | GBR 9 | 37  | 6è      |